# Marco Moré
Marco Antonio Moreno García (Monterrey, Nuevo León, 1 de septiembre de 1988) conocido como Marco Moré, es un cantante, productor musical y actor mexicano.

## BIografía
Marco Antonio Moreno nació el 1 de septiembre de 1988 en Monterrey, Nuevo León, en 2002 realizó el casting de Operación Triunfo México de Televisa, en el cual no fue elegido, ese mismo año participó en el reality show La Academia de Televisión Azteca.
En este concurso obtiene el segundo lugar de la competencia, más un premio económico de $1,500,000 M. N. (Un millón y medio de pesos).
En 2003, participa en Desafío de estrellas, en donde fue el último de su edición en ser eliminado de competencia, donde sólo quedó de su generación Erika Alcocer Luna.
En 2004, lanzó su primera producción discográfica llamada Por ti, producida por Sony Music México, de donde se desprende como primer sencillo del mismo nombre, Ángel de Robbie Williams, al igual Tengo que, autoría de Carlos Rivera, entre otras canciones.
En 2006, participó en la obra Vaselina, producida por Julissa donde interpretó a "Memo".
En 2008, forma la agrupación de nombre LAIF, en donde lanza su primera producción discográfica de parte de la compañía disquera Sony BMG, de este se desprende como primer sencillo Se que quieres.
En 2016, participa en la obra musical Marta tiene un marcapasos.
En 2018, reaparece en la pantalla en la serie de televisión sobre la educación sexual y discriminación ¡Yo soy yo!, transmitida por Canal Once.
En 2024, organiza la gira musical Generaciones Tour, junto al cantante y productor Ari Borovoy. Debido al poco éxito obtenido, crea el show Ardidas y dolidos.

## Discografía

### Álbumes de estudio
- Por ti (2004)
- LAIF (2008)

### Sencillos
- Balas blancas (2021)
- Sabor a mí (2022)
- Somos novios (2022)

## Otros proyectos

### Televisión
- La Academia (2002-2003) - Participante (2.° lugar)
- Desafío de estrellas (2003) - Participante, Eliminado
- Homenaje a (2003) - Participante
- ¡Yo soy yo! (2018) - Mauro